# Nord bei Nordwest – Käpt’n Hook
Nord bei Nordwest – Käpt’n Hook ist ein deutscher Fernsehfilm von Marc Brummund aus dem Jahr 2014. Es handelt sich um die erste Folge der ARD-Kriminalfilmreihe Nord bei Nordwest mit Hinnerk Schönemann und Henny Reents in den Hauptrollen.

## Handlung
Der ehemalige Polizist Hauke Jacobs will noch einmal neu anfangen und lässt sich in dem fiktiven Ostseestädtchen Schwanitz nieder. Er erwirbt einen alten Kutter, der fortan sein neues Zuhause sein soll. Die Freude über den ruhigen Ort, den er sich  ausgesucht hat, währt jedoch nicht lange, denn schon am ersten Abend fährt ein Auto vor seinen Augen ins Hafenbecken. Zwar ist die Ortspolizistin Lona Vogt sofort zur Stelle und kann den Fahrer auch aus dem Wasser bergen, doch kann sie ihm nicht mehr helfen. Der Zufall will es, dass es sich bei dem Mann um den Tierarzt von Schwanitz handelt, dem Ort, in dem Hauke Jacobs sich als Veterinär niederlassen will.
Am nächsten Morgen entdeckt Jacobs beim Spaziergang am Strand einen herrenlosen Fischkutter. Kurzerhand begibt er sich an Bord um nach dem Rechten zu sehen und findet zwei erschossene Männer vor. Er benachrichtigt sofort die Polizistin, die sich auch sogleich mit der Spurensicherung in Verbindung setzt, damit alles seinen Gang gehen kann. Jacobs selbst kümmert sich um einen Papagei, den er in der Kajüte der Toten entdeckt hat. Anschließend nutzt er die Zeit, um sich die Praxisräume seines toten Kollegen anzusehen und entschließt sich, diese samt Tierarzthelferin Jule Christiansen zu übernehmen.
Polizistin Lona Vogt findet heraus, dass Hauke Jacobs bis vor kurzem selbst Polizist in Hamburg war. Und ehe er sich versieht, steckt er auch schon wieder mitten in der Polizeiarbeit. Durch Vogts gute Vorarbeit kann ermittelt werden, dass von der Fähre nach Travemünde zwei minderjährige, lettische Mädchen verschwunden sind. Und wenn Jacobs die Worte des vor sich hinplappernden Papageis namens „Käpt’n Hook“ richtig deutet, hatte der Kutter die beiden Mädchen aus dem Wasser gefischt. Nachdem sich die Männer höchstwahrscheinlich an den Mädchen vergreifen wollten, haben diese wohl versucht, sich mit der von ihnen entdeckten Bordpistole zu verteidigen.
Wie sich herausstellt hatte Jacobs recht mit seiner Vermutung, denn Anna Kusmin und Jewa Petrova gerieten tatsächlich in die Fänge von Mädchenhändlern. Als sie sich dessen gewahr wurden, sprangen sie in Küstennähe von der Fähre und wurden kurz darauf von dem Fischkutter aufgenommen. Doch kamen sie vom „Regen in die Traufe“, da die beiden Männer auch nur über sie herfallen wollten. Inzwischen verstecken sich die Mädchen vor Viktors Berzins und Matthias Keller, ihren Verfolgern, auf dem Bauernhof von Thorsten Riemann, der ihnen hilft. Eigentlich bräuchte der Junggeselle selbst dringend Hilfe, denn Haushaltsführung ist nicht seine Sache, dementsprechend sieht es bei ihm auch aus. Als dann Berzins und Keller bei ihm auf dem Gelände auftauchen und nach den Mädchen fragen, leugnet er zwar tapfer, sie gesehen zu haben, verrät sie dann aber doch, nachdem beide ihn brutal zu foltern beginnen. Und wieder will es der Zufall, dass in diesem Moment Hauke Jacobs an der Tür des Bauern klingelt, um ihn zu fragen, ob er sich um Käpt’n Hook kümmern könne, da Riemann ebenfalls einen Papagei besitzt und so beide Tiere Gesellschaft hätten. Diesen Moment der Ablenkung nutzen Anna und Jewa, um einen Fluchtversuch zu wagen. Die irritierten Gangster verlieren die Nerven und beginnen zu schießen. Lona Vogt trifft ein, kann jedoch nicht verhindern, dass Jewa durch einen Schuss tödlich getroffen wird. Aber auch Berzins und Keller werden getötet.

## Hintergrund
Die Dreharbeiten erfolgten an Originalschauplätzen auf dem Priwall und in Travemünde sowie in Orth,  Petersdorf und Flügge auf Fehmarn.

## Rezeption

### Einschaltquote
Die Erstausstrahlung von Nord bei Nordwest – Käpt’n Hook am 6. November 2014 im Ersten erreichte 5,35 Millionen Zuschauer und einen Marktanteil von 16,6 Prozent.

### Kritik
Rainer Tittelbach von tittelbach.tv meinte: „‚Nord bei Nordwest – Käpt’n Hook‘ setzt zu Beginn auf die norddeutsche Weite, auf Freiheitsgefühle und Einsamkeit. Das Böse schleicht sich langsam an. Der Showdown wird kommen. Ein bisschen mehr Glückssuche also als Genre. Wer aber glaubt, Holger Karsten Schmidt habe sich degetoisieren lassen, der irrt gewaltig. Aus dem entspannten Angang der Story um zwei ermordete Fischer & zwei freundliche Killer ergeben sich dramaturgisch besonders feine und abwechslungsreiche Zwischentöne.“
Bei der FAZ schrieb Michael Hanfeld: „Ein Mann zwischen zwei (rothaarigen) Frauen – danach sieht die Konstellation auf den ersten Blick aus, die sich der Drehbuchautor Holger Karsten Schmidt für ‚Nord bei Nordwest – Käpt’n Hook‘ ausgedacht hat. Doch von ‚zwischen‘ kann keine Rede sein, denn das Zwischenmenschliche ist nicht gerade die Stärke von Hauke Jacobs. Ihm ist jeder Smalltalk zu viel, ein Blick, ein Handschlag, ein ‚Moin‘, das reicht.“
Die Kritiker der Fernsehzeitschrift TV Spielfilm werteten: „Lässiger, lakonischer Auftakt der […] Reihe.“ Fazit: „Erfrischend herber Küstenkrimi, klasse!“
Bei fernsehserien.de ist zu lesen: „Der liebenswerte Küsten-Krimi mit kauzigen Figuren, nordischem Flair und menschlichen Regungen ist wie eine frische Brise.“